# I-Threes
I-Threes var en jamaicansk sånggrupp bestående av Rita Marley, Marcia Griffiths och Judy Mowatt. Gruppen bildades 1974 för att backa upp Bob Marley & The Wailers efter att Peter Tosh och Bunny Wailer lämnat The Wailers för att påbörja solokarriärer.

## Diskografi
Album tillsammans med Bob Marley & The Wailers
- 1974 – Natty Dread (Island/Tuff Gong)
- 1975 – Live! (livealbum) (Island/Tuff Gong)
- 1976 – Rastaman Vibration (Island/Tuff Gong)
- 1977 – Exodus (Island/Tuff Gong)
- 1978 – Kaya (Island/Tuff Gong)
- 1978 – Babylon By Bus (dubbelt livealbum) (Island/Tuff Gong)
- 1979 – Survival (Island/Tuff Gong)
- 1980 – Uprising (Island/Tuff Gong)
- 1983 – Confrontation (Island/Tuff Gong)

Samlingsalbum
- 1984 – Legend (Island/Tuff Gong)
- 1986 – Rebel Music (Island/Tuff Gong)
- 1992 – Songs Of Freedom (Island/Tuff Gong) 4 cd
- 1995 – Natural Mystic: The Legend Lives On
- 2001 – One Love: The Very Best of Bob Marley & The Wailers (Island/Tuff Gong)
- 2002 – Bob Marley & The Wailers: Trenchtown Rock (Anthology '69 - '78) (Trojan)
- 2005 – Gold (Island/Tuff Gong)
- 2002 – Africa Unite: The Singles Collection (Island/Tuff Gong)
- 2007 – Legend: Deluxe Edition (Island/Tuff Gong) (2 cd + 1 DVD)
- 2011 – Live Forever: The Stanley Theatre, Pittsburgh, PA, September 23, 1980 (livealbum) (Island/Tuff Gong)

Album med andra artister
- 1976 – Escape from Babylon (med Martha Velez) (Wounded Bird)
- 2011 – Gainsbourg (Box Set) (med Serge Gainsbourg) (Mercury)